# Ставигуда (гмина)
Ставигуда (пол. Stawiguda) — сельская гмина (волость) в Польше, входит как административная единица в Ольштынский повет, Варминьско-Мазурское воеводство. Население — 4990 человек (на 2004 год).

## Демография
| Перепись                       | Всего   | Всего | Женщины | Женщины | Мужчины | Мужчины |
| ------------------------------ | ------- | ----- | ------- | ------- | ------- | ------- |
| Единицы                        | человек | %     | человек | %       | человек | %       |
| Население                      | 4990    | 100   | 2508    | 50,3    | 2482    | 49,7    |
| Плотность населения (чел./км²) | 22,4    | 22,4  | 11,3    | 11,3    | 11,2    | 11,2    |

## Сельские округа
1. Бартонг
2. Доротово
3. Гонглавки
4. Грызлины
5. Яроты
6. Майды
7. Мёдувко
8. Плюски
9. Русь
10. Ставигуда
11. Томашково
12. Вымуй

## Поселения
1. Бартонжек
2. Биндуга
3. Двикельня
4. Града
5. Керуй
6. Кренск
7. Мухорово
8. Овчарня
9. Рыбаки
10. Стары-Двур
11. Заросле
12. Заздрость
13. Зезуй
14. Зелёново
15. Зофиювка

## Соседние гмины
1. Гмина Гетшвалд
2. Ольштын
3. Гмина Ольштынек
4. Гмина Пурда